# آرامگاه میرزا ابراهیم
آرامگاه میرزا ابراهیم مربوط به دوره صفوی - دوره زند است و در بم، محله حافظ آباد واقع شده و این اثر در تاریخ ۲۵ اسفند ۱۳۷۹ با شمارهٔ ثبت ۳۵۰۹ به‌عنوان یکی از آثار ملی ایران به ثبت رسیده است.